# 莱昂·拉格勒夫
莱昂·拉格勒夫（瑞典語：Leon Lagerlöf，1870年4月8日—1951年11月30日），瑞典男子射击运动员。他曾代表瑞典参加1912年、1920年和1924年夏季奥林匹克运动会射击比赛，共获得一枚银牌和一枚铜牌。